# Hill Chorlton
Hill Chorlton – przysiółek w Anglii, w Staffordshire. Leży 9,9 km od miasta Stoke-on-Trent, 20,1 km od miasta Stafford i 219,9 km od Londynu. Hill Chorlton jest wspomniana w Domesday Book (1086) jako Cerueledone.